# Imre Simkó
Imre Simkó (* 11. Januar 1939 in Békéscsaba; † 10. April 2021 in Kalifornien, Vereinigte Staaten) war ein ungarischer Sportschütze.

## Biografie
Imre Simkó wuchs in Békéscsaba auf. 1944 starb bei einem Luftangriff der Amerikaner seine Mutter im Keller neben ihm und seiner Schwester. Nach seiner Schulzeit begann er mit dem Schießsport. Mit einem Weltrekord wurde er 1959 Junioren-Europameister. Im gleichen Jahr wurde er zudem mit der ungarischen Senioren-Mannschaft Europameister in den Kleinkalibergewehr-Disziplinen Liegend und Englische Version. Bei den Olympischen Sommerspielen 1960 in Rom trat er im Dreistellungskampf mit dem Kleinkalibergewehr sowie im Liegend-Wettkampf an, allerdings erfolglos. Auch bei seiner zweiten Olympiateilnahme in Tokio 1964 konnte er im Dreistellungskampf mit dem Freien Gewehr mit Rang 19 ebenfalls keine Medaille gewinnen.
Auf nationaler Ebene wurde Simkó 33 Mal Meister und stellte zahlreiche Rekorde auf.
Simkó trat beruflich eine Militärkarriere an und ging 1989 als Oberstleutnant in den Ruhestand. Ein Jahr später zog er nach Kalifornien, wo er am Schießtraining der Polizei teilnahm.